# Maria Mykolaichuk
Maria Evgenivna Karpyuk-Mykolaichuk (distrito de Kitsmansky, Óblast de Chernivtsí; 8 de abril de 1941-1 de febrero de 2023) fue una cantante, folclorista y actriz ucraniana. Fue galardonada como Artista del Pueblo de Ucrania en 2005. Miembro de la Unión Nacional de Cinematógrafos de Ucrania, era esposa del también artista Iván Mykolaichuk.

## Biografía
Se graduó del estudio en el Teatro de Música y Drama de Chernivtsi que lleva el nombre de EN. Kobylyanska, donde también trabajó como actriz en el teatro. 
En 1961 comenzó a cantar en el Coro Popular de Ucrania. Un año después, se casó con Iván Mykolaichuk.
En 1970, el matrimonio recibió un apartamento en Bereznyaki. Desde principios de esa década, fue miembro del trío vocal popular "Golden Keys" (con Nina Matvienko y Valentina Kovalska).
Como parte del trío, protagonizó películas y programas de televisión como "Lost Letter", "Girl's Dreams", "Golden Keys Trio", etc.
A Volodymyr Ivasiuk le gustaba visitar el departamento de los Mykolaichuk en Bereznyaki cuando visitó Kiev en la década de 1970. En una de las noches, hizo que María Yevgenivna transcribiera los textos y las partituras de las canciones de Bukovin grabadas por su tío. Solo muchos años después, Maria Mykolaichuk cantó y publicó estas canciones en las colecciones "Adiós, ángel, contigo" y "Bukovyno..." 
En 2005, recibió el título de Artista del Pueblo de Ucrania.
En 2021, en una de sus últimas actuaciones, interpretó el papel de Iryna Serhiivna en la película de Roman Balayan "Ми є. Ми поруч".
Murió el 1 de febrero de 2023 tras una larga enfermedad a los 81 años.

## Discografía (canciones populares)
- 2001 — Adiós, ángel, a ti (dedicado a Iván Mykolaichuk).[6]
- 2005 — Bucovino...[7]
- 2009 — Ay, palito rojo.[8]